# Simorhinella
Simorhinella baini
Genre
Espèces de rang inférieur
- Simorhinella baini Broom, 1915

Simorhinella est un genre fossile de thérapsides thérocéphales appartenant à la famille des Lycosuchidae. Il vécut à la fin du Permien moyen durant l’étage Capitanien, il y a environ 262 à 260 millions d’années en Afrique du Sud.

## Présentation
Le genre n’est représenté que par son espèce type, Simorhinella baini, qui fut nommée en 1915 par Robert Broom à partir d’un crâne juvénile. Un spécimen adulte décrit en 2014 a permis d’identifier cette espèce comme l’un des plus grands thérocéphales connus et l’un des plus grands prédateurs de son époque. Avec une longueur de 37 cm, le crâne de ce spécimen est d’une taille similaire à celui d’un lion. Comme les autres Lycosuchidae, Simorhinella possédait un crâne robuste terminé par un museau court et large. Il se distingue surtout des autres représentant du groupe par l’existence sur son palais d'une crête médiane bien développée sur la surface ventrale du vomer, et par la présence d’une haute crête sagittale à l’arrière du crâne.

## Description
L’holotype (NHMUK 49422) est un crâne fragmentaire composé d’un museau (incluant la portion orbitaire du crâne) encore articulé à une partie de la mâchoire inférieure. La très petite taille de l'échantillon (moins de 4 cm de longueur pour la partie conservée, dont la moitié pour le museau), la suture très ouverte entre les os nasaux, et les proportions particulières du crâne (avec un museau extrêmement réduit dans lequel les dents postcanines sont placées au-dessous des orbites) indiquent clairement le statut juvénile de ce spécimen. Il possède déjà la nette crête médiane sur la surface ventrale du vomer caractéristique du genre.
Le spécimen adulte (BP/1/5592) est représenté par un crâne relativement complet (mais dépourvu de sa mandibule), associé à quelques vertèbres incomplètes, une scapula partielle, et un ulna complet. Au cours de la fossilisation, le crâne a subi un écrasement dorso-ventral qui a déplacé sa partie dorsale vers l’arrière par rapport à la face ventrale. La partie dorsale du museau est érodée et les arcades zygomatiques n’ont pas été conservées. Comme chez les autres lycosuchidés, le museau est court et large. En vue latérale, la marge ventrale du maxillaire est d’abord nettement convexe, puis légèrement concave juste devant les canines. La plupart des dents sont manquantes ou cassées, mais leurs alvéoles sont bien définies. Il y a cinq incisives, une canine et trois postcanines. Les incisives diminuent en taille postérieurement. La mieux conservée montre des dentelures sur sa surface postérolatérale carénée. Un diastème est présent entre la dernière incisive et la canine. Deux canines mal conservées, placées côte à côte, sont présentes sur le côté droit. La plus latérale est interprétée comme une dent de remplacement. La pointe bien conservée d'une canine de remplacement, avec une carène dentelée bien développée sur son bord postérieur, est positionnée sur la face antérieure de la canine gauche. Trois postcanines sont présentes sur le côté droit tandis qu’une seule (la deuxième de la série) est conservée sur le côté gauche. Il n'y a pas de diastème entre la canine et la première postcanine. Ces dernières sont robustes, positionnées proches les unes les autres et leur taille diminue vers l’arrière. La rangée dentaire se courbe de manière postérolatérale, de sorte que la dernière postcanine est positionnée plus loin latéralement que la première. La face ventrale du maxillaire possède une large exposition médiale à l'alvéole de la canine, entraînant le rétrécissement des choanes dans cette région. Les processus transverses des ptérygoïdes portent quatre dents. Les bosses palatales édentées sont arrondies, contrairement à la morphologie plus allongée présente chez Lycosuchus. Simorhinella se distingue également de ce dernier par ses pariétaux qui forment une crête sagittale haute et uniforme derrière le foramen pinéal, la présence d’une crête médiane bien développée sur la face ventrale du vomer, une extension proportionnellement plus étroite du vomer dans la marge postérieure des choanes, et une trochlée quadratique lisse sans distinction nette des condyles médian et latéral.

## Répartition géographique et stratigraphique
Les deux spécimens connus de Simorhinella baini viennent de la partie supérieure de la formation d’Abrahamskraal, du Groupe de Beaufort, dans le Bassin du Karoo en Afrique du Sud. L’holotype fut trouvé sur les terres de la ferme Weltevreden, dans la province du Cap-Occidental (Prince Albert). Le spécimen adulte provient de la ferme Rheboksfontein 74, près de Victoria West, dans le sud-est de la province du Cap-Nord (Ubuntu).
La formation d’Abrahamskraal, d’âge Permien moyen, est biostratigraphiquement subdivisée en deux biozones : la Zone d’association à Eodicynodon, qui est la plus ancienne avec un âge essentiellement Wordien, et la Zone d’association à Tapinocephalus laquelle est principalement corrélée avec l’étage géologique Capitanien. Les fossiles de Simorhinella appartiennent à la Zone d’association à Tapinocephalus qui est caractérisée par l’abondance et la diversification des dinocéphales. En 2020, cette biozone a été divisée en deux sous-zones : une sous-zone inférieure à Eosimops et Glanosuchus, et une sous-zone supérieure à Diictodon et Styracocephalus d'où proviennent les deux spécimens de Simorhinella.
L’âge de la partie supérieure de la Zone d’association à Tapinocephalus fut d’abord considéré comme antérieur à 261,24 millions d’années. À la suite de nouvelles découvertes paléontologiques la limite supérieure de cette biozone fut déplacée du sommet de la formation d’Abrahamskraal à la base de la formation de Teekloof sus-jacente, laquelle a fourni un âge radiométrique de 260,259 millions d’années ± 0,081 Ma. Des datations radiométriques ultérieures ont contraint la base de la Zone d’association à Tapinocephalus à être antérieure à 264,382 ± 0,073 Ma, et ont calibré la limite entre les deux sous-zones à 262,03 ± 0,15 Ma. Ces datations attestent que Simorhinella a vécu il y a environ 262 à 260 millions d’années.

## Taxonomie
Simorhinella baini fut décrit en 1915 par Robert Broom à partir d’un très petit crâne fragmentaire composé d’un museau associé à une mandibule partielle. Pendant près d’un siècle, cet exemplaire fut le seul spécimen connu de cette espèce. Après une période d’incertitude quant à son positionnement taxonomique, durant laquelle il fut notamment considéré comme un nomen dubium par Lieuwe Dirk Boonstra en 1969, Simorhinella fut rétablie comme un taxon valide par Mendrez en 1975 qui le classa dans une famille à part, les Simorhinellidae. Une position suivie par l'Américain Robert L. Carroll en 1988. Ce n’est qu’en 2014 que fut signalé un second spécimen de l’espèce. Fernando Abdala et des collègues décrivirent le crâne et quelques os postcrâniens de cet individu et l’attribuèrent à un Simorhinella adulte sur la base de la présence d’une nette crête médiane sur la face ventrale du vomer. Ils identifièrent également ce genre comme appartenant aux Lycosuchidae. Une classification également reconnue par Kenneth D. Angielczyk et Christian F. Kammerer en 2018.
Le spécimen adulte de Simorhinella possède l’un des plus grands crânes connus parmi les lycosuchidés (et parmi les thérocéphales en général), avec une longueur totale du crâne d'environ 37 cm, dont 18,2 cm pour le museau. Trois lycosuchidés indéterminés, représentés chacun par un museau isolé, appartiennent à des animaux de taille similaire ou plus grande. SAM-PK-632 et SAM-PK-9084 sont des lycosuchidés incertae sedis (auparavant décrits sous le nom de Scymnosaurus ferox) ayant à peu près la même taille que Simorhinella avec un museau d’une longueur de 18 cm. Ces deux spécimens étaient toutefois dépassés en taille par le crâne partiel d’un autre lycosuchidé incertae sedis, SAM-PK-9005, (qui constituait l’holotype de Scymnosaurus major) dont le museau mesure 22,6 cm, suggérant un crâne d’environ 45 à 47 cm de longueur,. Ces spécimens montrent que les Lycosuchidae figuraient parmi les plus grands prédateurs d’Afrique du Sud durant le Permien moyen. Ils étaient seulement surclassés en taille par le dinocéphale carnivore Anteosaurus qui occupait alors le sommet de la chaîne alimentaire.